# Amphimallon solstitiale
Amphimallon solstitiale là một loài côn trùng trong họ Scarabaeidae. Loài này được Linnaeus miêu tả khoa học đầu tiên năm 1758.
Đây là loài gây hại phát triển phổ biến ở Uzbekistan.